# 퀴빈 켈러허
퀴빈 오란 켈러허(영어: Caoimhín Odhrán Kelleher, 1998년 11월 23일 ~)는 아일랜드의 축구 선수로, 현재 브렌트퍼드에서 뛰고 있다. 포지션은 골키퍼다.